# Pivți, Kaharlîk
Pivți (în ucraineană Півці) este localitatea de reședință a comunei Pivți din raionul Kaharlîk, regiunea Kiev, Ucraina.

## Demografie
Componența lingvistică a localității Pivți
     Ucraineană (93,48%)
     Rusă (3,62%)
Conform recensământului din 2001, majoritatea populației localității Pivți era vorbitoare de ucraineană (93,48%), existând în minoritate și vorbitori de rusă (3,62%) și armeană (2,66%).